# Blindenkarte

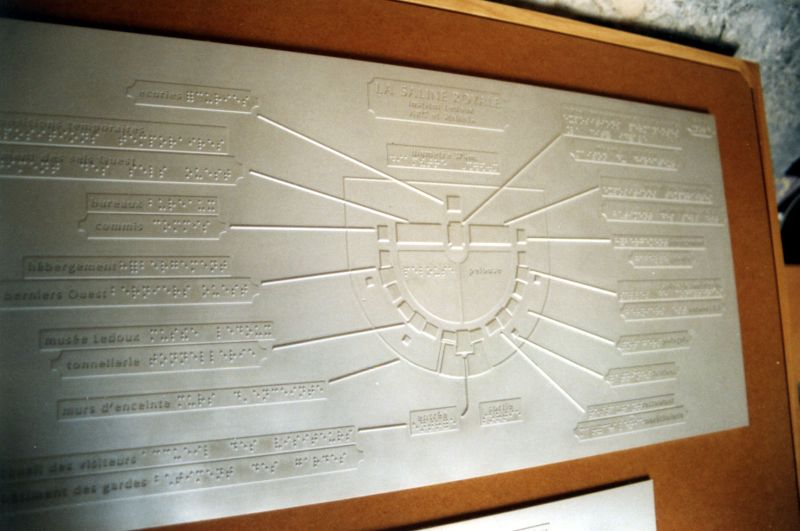
Blindenkarte der Königlichen Saline in Arc-et-Senans (Frankreich)

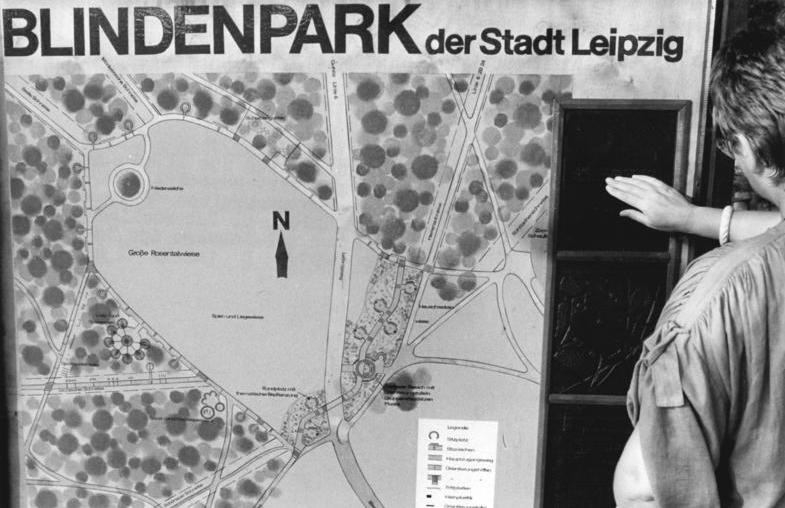
Park für Blinde in Leipzig, Informationstafel

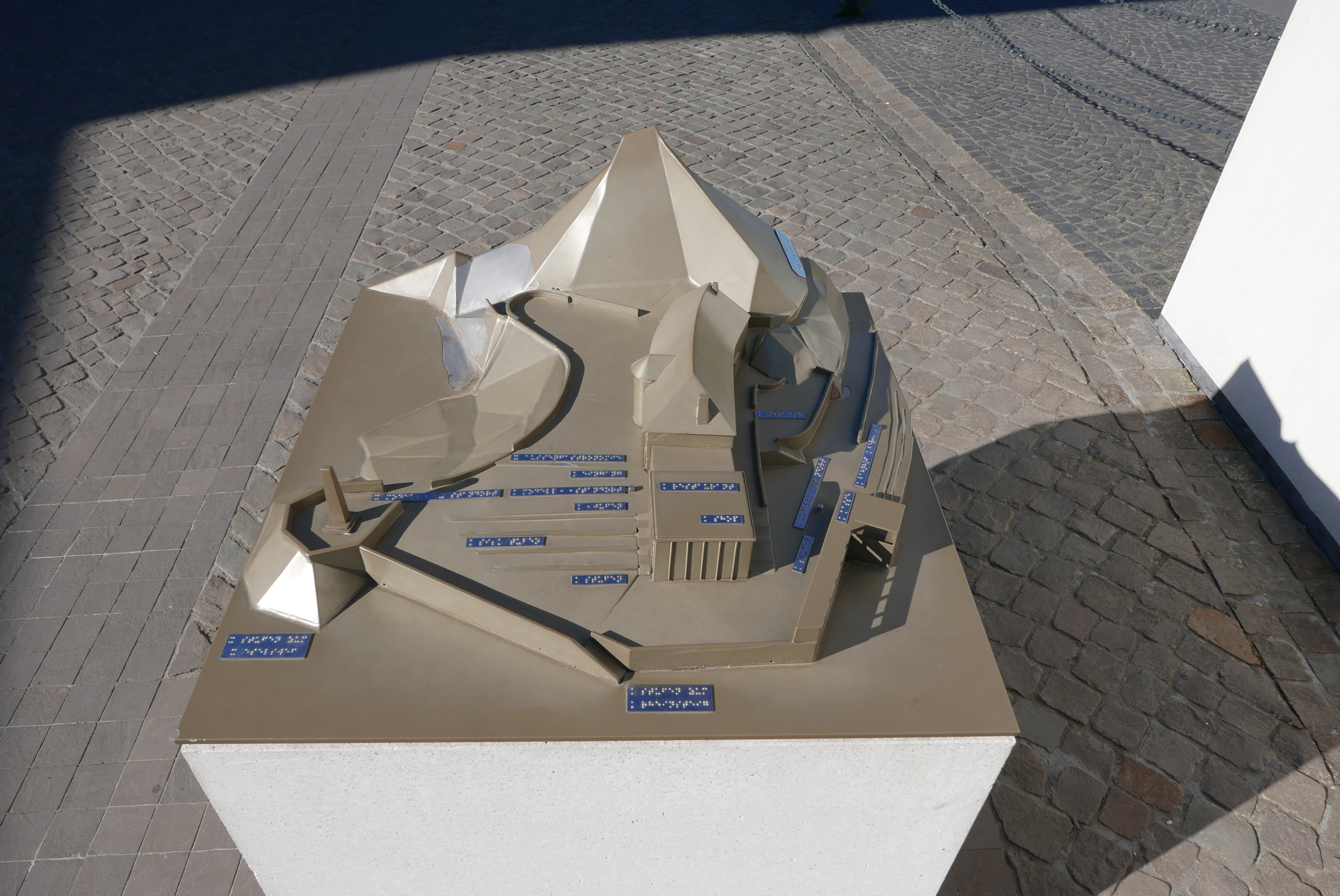
Topografische Blindenkarte nahe der Burgruine Drachenfels

Blindenkarten (taktile Karte) sind für blinde und stark sehbehinderte Menschen tastbare geografische Karten, auch Stadt- und Gebirgsmodelle. Für die Abtastung per Finger werden die Kartenobjekte erhaben dargestellt und üblicherweise mit Brailleschrift beschriftet. Da farbliche Informationen nicht genutzt werden können, benutzen Blindenkarten fühlbare Texturen.
Die Blindenkarte ist eine Sonderform der Blindengrafik.

## Historie  und Gegenwart
In der Vergangenheit wurden einzelne Exemplare von Blindenkarten z. B. für Blindenschulen in Holz geschnitzt oder in Leder gefertigt.
Auf eine Braille-Beschriftung wurde meist verzichtet, da die Darstellung nicht filigran genug gelang.
Heutzutage werden transportable taktile Karten meist für größere Auflagen hergestellt, indem man ein Positiv bastelt, von dem ein Negativ als Form für das maschinelle Tiefziehen erstellt wird, wobei die Braille-Beschriftung leicht von einem Streifenschreiber benutzt werden kann.
Durch die gesetzlichen Vorgaben zur Barrierefreiheit erfreuen sich taktile Karten zum Beispiel in Bahnhöfen zunehmender Verbreitung.
Die Nichtverfügbarkeit für touristisch weniger interessante Orte stellt weiterhin ein großes Problem dar.

## Arten
Wie bei visuellen Karten können verschiedene Inhalte dargestellt werden.
Gängige Arten sind
- Straßenkarte, Maßstab ca. 1:1000 bis 1:2000
- Politische Karte (Gemeinden, Regionen, Länder, Staaten)
- Geografische Karten (Flüsse, meist mit politischen Grenzen)
- Stadtmodelle, häufig aus Bronze mit Nachbildungen von Gebäuden
- Gebirgsmodelle, z. B. aus Kunststoff
- Globus mit Gebirgsrelief

## Herstellungsverfahren
- Bronzeguss

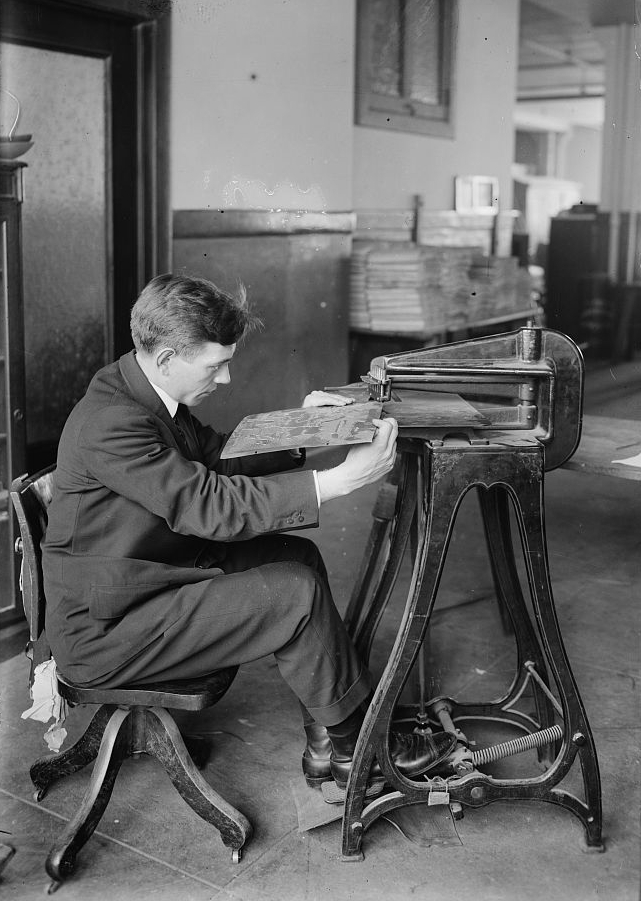
Historische Herstellung von Blindenkarten

- "Basteln" der Oberflächen und Braille-Beschriften eines Einzelstücks
- "Basteln" der Oberflächen und Braille-Beschriften eines Positivs, danach Tiefziehverfahren
- Erstellung eines virtuellen Modells am Computer mittels CAD, danach Herstellung in einer CNC-fähigen Maschine wie  z. B. Fräse, Laserfräse, 3D-Drucker.
- Druck oder Zeichnung auf Schwellpapier, danach Belichtung.
- Erstellung eines virtuellen 2D-Modells am Computer, danach Prägen von Braille und gepunkteten bzw. gestrichelten Wegen und Flächen in einer maschinellen Präge auf Braille-Papier (Verfahren nach Daniel Hänßgen)